# Nini Theilade
Nini Arlette Theilade (Purwokerto, Índies Orientals Neerlandeses, el 15 de juny de 1915 – Hesselager, Dinamarca, el 13 de febrer de 2018) va ser una ballarina de ballet danesa, coreògrafa i mestra.

## Primers anys
Theilade va nàixer a Purwokerto, Índies Orientals Neerlandeses. La seua mare, Joanna Catarina, tenia arrels poloneses, alemanyes, i franceses, mentre que son pare, Hans Theilade, era enginyer. En 1926, la família va tornar a Dinamarca i va assistir a l'escola de ballet d'Asta Mollerup a Copenhaguen.
Després de ser rebutjada en l'escola del Ballet Reial quan tenia 12 anys, sa mare la va portar a París perquè els professors perfeccionaren les tècniques de ball. Tot i que Nini prompte va aparèixer la representació de Carina Ari a Montreux amb la companyia de ballet Opéra Comique, sa mare es mostrava més ambiciosa. Ella va decidir enviar-la a una escola dirigida pel reputat Lubov Egorova, que entrenava a estrelles del ballet rus.

## Carrera

### Ballarina
En 1929, a l'edat de 14 anys, Theilade va aparèixer en The Hague en un ball en solitari de diverses peces corografiades per Asta Mollerup. Va tindre molt d'èxit i arran d'això, va emprendre un tour pels Països Baixos, Alemanya, Dinamarca, Suïssa, França, Suècia i Finlàndia. En 1931, va formar participar, com a invitada, al Teatre Reial de Copenhaguen abans de realitzar una gira arreu dels Estats Units.
Des de l'any 1931, sota el comandament de Max Reinhardt, aparegué a Berlín, Viena, Salzburg i Florència. Va participar com actriu i ballarina en la pel·lícula A Midsummer Night's Dream en 1935.
Entre 1938 i 1940, va interpretar molts papers principals al Ballet Rus de Montecarlo que va ser coreografiat per a ella i per Léonide Massine. Van incloure Poverty a Nobilissima Visione i Venus a Bacchanale amb vestuari de Salvador Dalí. Va actuar com a convidada al Metropolitan Opera de Nova York ballant al ritme de Clouds de Debussy.

### Coreògrafa i instructora
Durant els anys de la guerra, va anar al Brasil on va conèixer el seu primer marit, Piet Loopuyt, un holandès, amb qui va tenir dos fills. Van viatjar molt junts abans d'arribar a Rio de Janeiro on Theilade es va convertir en instructora.
En la dècada de 1950, va ser convidada de nou a Copenhaguen com a coreògrafa. Entre les seues produccions hi havia Metaphor amb música de Niels Viggo Bentzon amb Mona Vangsaa en el paper principal altament eròtic, i Concerto amb música de Robert Schumann. El 1965, es va establir a Dinamarca, produint Græsstrået, un dels primers ballets per a televisió, de la compositora Else Marie Pade i l'autor El Forman. Va ser seguit per Psyche i Kalkbillede.
De 1969 a 1978, va fundar una acadèmia de ballet a Thurø amb una companyia de ballet que va fer una gira per Europa. També va començar la seua participació com a instructora de ballet a l'escola d'Odense Theatre, que va durar 30 anys. Després de trobar-se amb dificultats financeres a Thurø, ella i el seu segon marit, Arne Buchter-Larsen, van acceptar una invitació per establir un curs d'estudis de tres anys a Lió, l'Académie de Ballet Nini Theilade. Va deixar Lió el 1990 als 75 anys per tornar a Dinamarca, on va continuar activa en produccions de teatre i dansa. En particular, va treballar durant 20 anys més com a instructora de dansa a Oure, en l'escola popular de l'illa de Funen.
Va morir el 13 de febrer de 2018 a l'edat de 102 anys. Tenia un fill, Peter, i una filla Joan, morta l'any 2016. Era àvia de quatre néts i besàvia d'onze besnéts.